# Ellijärvi (Gällivare socken, Lappland, 746447-172393)
Ellijärvi är en sjö i Gällivare kommun i Lappland och ingår i Kalixälvens huvudavrinningsområde. Sjön har en area på 0,0496 kvadratkilometer och ligger 403,7 meter över havet.

## Delavrinningsområde
Ellijärvi ingår i det delavrinningsområde (746559-172136) som SMHI kallar för Ovan 746240-172261. Medelhöjden är 428 meter över havet och ytan är 17,48 kvadratkilometer. Räknas de 3 avrinningsområdena uppströms in blir den ackumulerade arean 28,86 kvadratkilometer. Nietsajoki som avvattnar avrinningsområdet har biflödesordning 3, vilket innebär att vattnet flödar genom totalt 3 vattendrag innan det når havet efter 219 kilometer. Avrinningsområdet består mestadels av skog (93 procent). Avrinningsområdet har 0,09 kvadratkilometer vattenytor vilket ger det en sjöprocent på 0,5 procent.